# سوزان فورد
سوزان فورد (بالإنجليزية: Susan Ford)‏ (و. 1957 – م) هي صحفية، ومصورة، ومصورة أخبار من الولايات المتحدة الأمريكية . ولدت في واشنطن العاصمة .
وهي عضوة في الحزب الجمهوري .

## التعليم
تعلمت في جامعة جورج واشنطن.

## روابط خارجية
- سوزان فورد على موقع IMDb (الإنجليزية)